# Rehetobel
Rehetobel je obec ve švýcarském kantonu Appenzell Ausserrhoden. Nachází se ve severovýchodní části kantonu, asi 16 kilometrů severovýchodně od Herisau, v nadmořské výšce 962 metrů. Žije zde přibližně 1 700 obyvatel.

## Geografie
S nadmořskou výškou 953 metrů je Rehetobel po Schwellbrunnu a Waldu třetí nejvýše položenou obcí v kantonu Appenzell Ausserrhoden. Centrum obce leží 12 km východně od St. Gallenu a 5 km jihozápadně od Heidenu. S těmito dvěma místními centry spojuje Rehetobel poštovní autobusová linka. Na jihu sousedí obec Rehetobel s Waldem a na jihozápadě s Trogenem a Speicherem. Přirozené hranice těchto sousedních obcí tvoří hluboké rokle Goldach a Moosbach. Na severu leží obec Grub. Nejnižším bodem v obci Rehetobel je Achmüli na Goldachu ve výšce 610 m n. m., nejvyšším bodem je Kaienspitz ve výšce 1120 m n. m. V obci Rehetobel se nachází i několik horských masivů.

## Historie

### Nejstarší historie

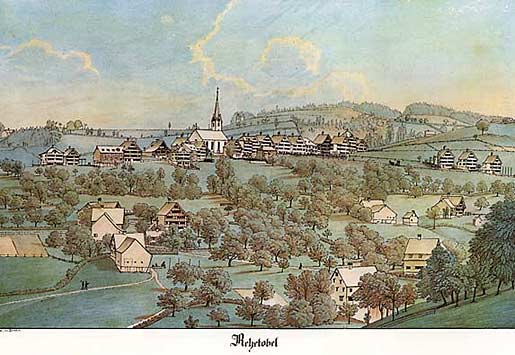
Vyobrazení z roku 1830

Na rozdíl od území obce Trogen západně od soutěsky Goldach se Rehetobel nerozvíjel a neosidloval z území kláštera v St. Gallenu, ale z území kostnického biskupství, a to pozdě ve srovnání s ostatními obcemi v dnešním Ausserrhodenu. V Klingenberském urbáři, nejstarším seznamu berní, jsou statky jako Klingenbuoch nebo Nuwenswendi (Neuschwendi) uváděny až kolem roku 1300. Církevně patřilo území ke kostelu st. Mauricia v Goldachu, který je doložen od roku 1259.
Jméno Rehetobel se poprvé objevuje v roce 1463 v zakládací listině kostela v Trogenu. V listině jsou zmíněny statky přiléhající k lesu, Reh Tobel a Troger Tobel. S Reh Tobel sousedí také další majetek na návrší Nasen.
Rehetobel se tedy původně vztahuje pouze k lesní rokli pod Rechbergem, k Moosbachtobelu. Ta byla pojmenována podle Rechbergu a Rehetobel je tedy zkratkou Rechbergtobel. V nářeční podobě Rechtobel, která se používá dosud, se starohornoněmecké pojmenování zvířete Réh změnilo před následující souhláskou na rech, podobně jako u Rechbergu nebo Rechsteinu.
V průběhu appenzellských válek na počátku 15. století obsadili Appenzellští horské pásmo od Eggersrietu po Walzenhausen. V roce 1458 byl Rehetobel přiřazen k appenzellskému rhodu (okrsku) Trogen. V důsledku toho zaniklo i církevní spojení s Goldachem a od roku 1463 patřil Rehetobel k farnosti Trogenu, s nímž v roce 1525 přestoupil k reformaci.
V 17. století, kdy se stále více vesnic mimo rhody osamostatňovalo stavbou kostelů, uvažovali i obyvatelé Rehetobelu o stavbě vlastního kostela - zejména proto, že cesta ke kostelu přes Tobel byla obtížná. Přes odpor Trogenu začalo šest mužů shánět materiál na stavbu kostela a nakonec se jim podařilo dosáhnout toho, že 22. října 1668 Velká rada státu Appenzell stavbu schválila. Dne 29. srpna 1669, po dvou a půl letech výstavby, byl kostel v Rehetobelu vysvěcen. Následujícího dne byli zvoleni faráři, hejtmani a radní. Tím bylo zpečetěno založení sboru a farnosti Rehetobel.
Kostel byl brzy příliš malý a měl stavební vady. Proto byl již v roce 1737 přestavěn stavitelem Jakobem Grubenmannem. Kolem kostela se postupně v rámci rozptýlené osady vyvinulo centrum obce.

### Požáry obce

Letecký pohled (1923)

V roce 1796 centrum obce poprvé zničil požár. Dochovala se následující věta kněze Johannese Lutze, který zde v té době žil:
```
„Anno 1796, 9. dubna odpoledne, došlo v pekárně nahoře ve vsi k hroznému požáru, neboť všechny domy nad kostelem vyhořely a kostel byl jakoby zázrakem Božím uchráněn.“
```

Pozdějším vyšetřováním se zjistilo, že v době požáru bylo v oblasti poměrně silné zemětřesení, které poškodilo pec v pekařském domě. Silný severozápadní vítr přispěl k tomu, že se oheň rychle rozšířil na okolní domy. V plamenech skončilo celkem jedenáct domů a devět hospodářských budov.
Při druhém ničivém požáru obce 21. června 1890 padl plamenům za oběť také kostel. Požár vypukl po 18. hodině ve dvou montovaných domech Leonharda Rohnera a Konrada Tannera. Silný jihozápadní vítr jej okamžitě rozšířil na protější faru, další dům a garáž hasičské stříkačky. Krátce nato vzplál i kostel s věží, který byl renovován teprve před čtyřmi lety. V devět hodin večer se věž zřítila. Díky nové železné zvonici zůstalo stát jen zdivo. Zvony se staly nepoužitelnými a musely být přelity. Výše škody byla vysoká, ale podařilo se ji poněkud snížit finančními dary z okolních obcí.

### 20. století

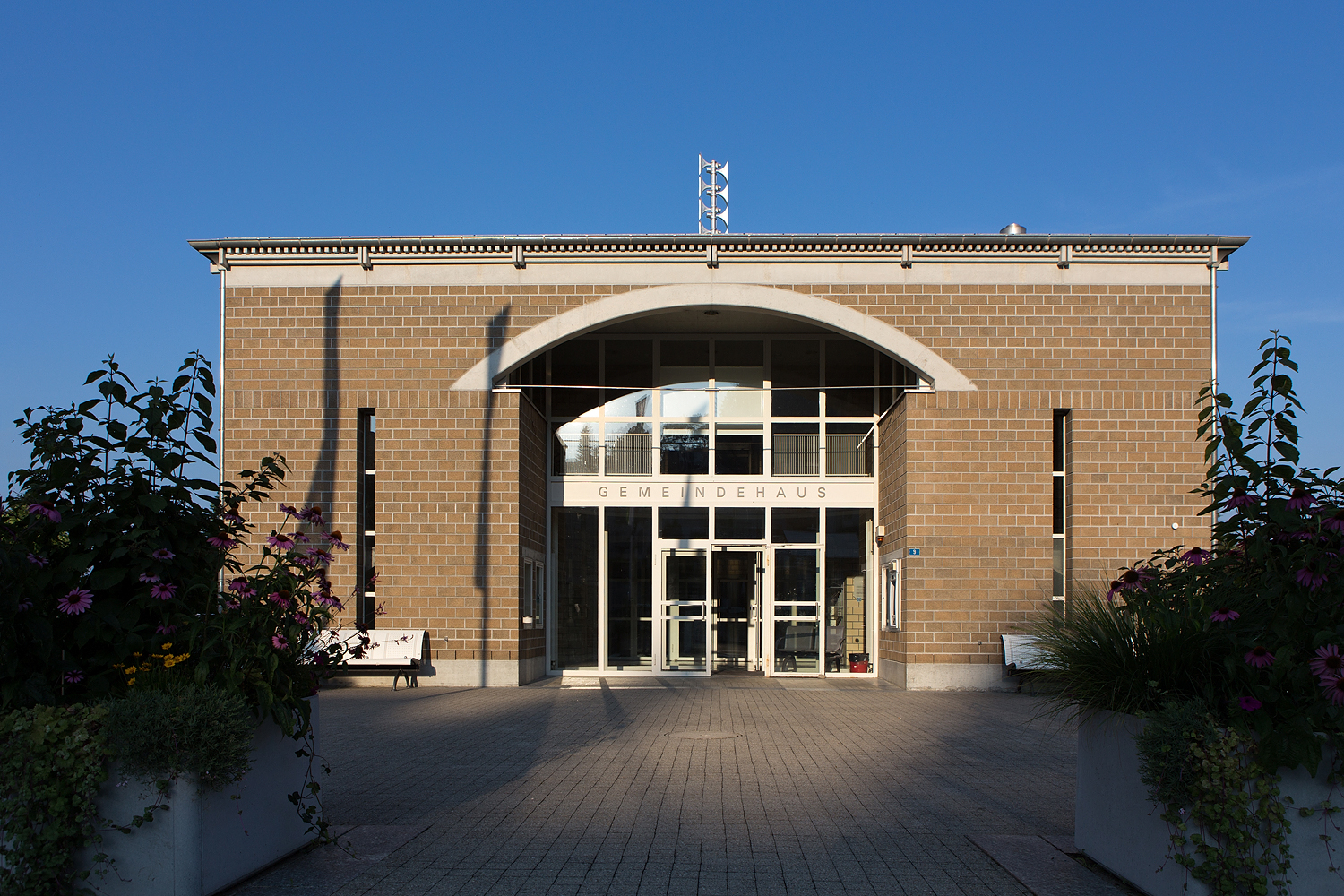
Nová budova radnice z roku 1990

Rozvoj obce úzce souvisí s rozkvětem a úpadkem textilního průmyslu. Původní plátenictví se od poloviny 18. století přesunulo k tkalcovství bavlny a na konci 19. století převládlo vyšívání. Řemeslníci z Rehetobelu, vyrábějící tkaniny v domácnostech, zásobovali především továrníky v Trogenu a Speicheru. Období mezi dvěma světovými válkami s hospodářskou krizí obec těžce zasáhlo, protože textilní průmysl byl silně postižen. Nastaly strukturální změny a v letech 1910 až 1970 klesl počet obyvatel z 2416 na 1503. Poloha obce na jižním svahu s výhledem na Alpstein však z Rehetobelu učinila oblíbené místo k bydlení. V roce 1956 obec zlepšila zásobování vodou, v roce 1961 otevřela koupaliště a v roce 1966 uvedla do provozu čistírnu odpadních vod. Od 60. let 20. století se územní plánování dostalo na politickou scénu v celém Švýcarsku. Diskuse o rozvoji osídlení a ochraně krajiny se dotkla i Rehetobelu, kde se od 70. let 20. století hodně stavělo. Na jedné straně vedl fotograf Herbert Maeder kampaň za ochranu krajiny ve své obci a jako člen Národní rady, na straně druhé probíhal více než deset let trvající spor o nadměrnou zástavbu oblasti Fernsicht-Berg. Ta je nyní chráněna. Nové čtvrti byly postaveny na Sonnenbergu a Gartenstrasse. Obnoveno bylo také náměstí v obci. V roce 1976 byla otevřena nová mateřská škola v Oberdorfu, v letech 1976–1977 byl postaven katolický kostel, v roce 1980 byla opravena budova vesnické školy a v roce 1990 byl slavnostně otevřen nový kulturní dům.

## Obyvatelstvo

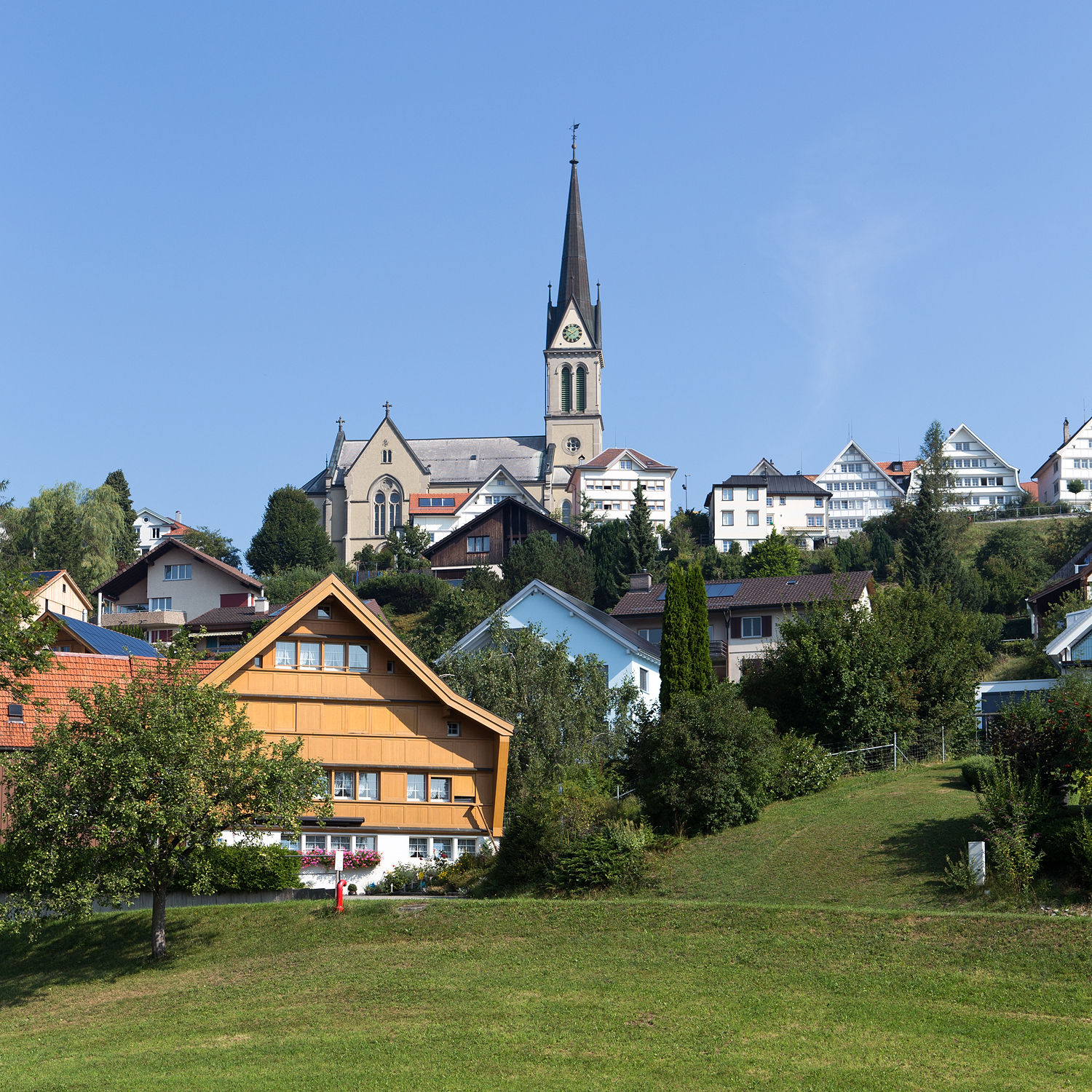
Centrum obce

| Rok            | 1850 | 1870 | 1888 | 1900 | 1920 | 1941 | 1960 | 1980 | 1990 | 2000 | 2010 | 2020 | 2022 |
| Počet obyvatel | 1984 | 2321 | 2229 | 2184 | 2209 | 1554 | 1629 | 1416 | 1688 | 1742 | 1687 | 1754 | 1706 |

## Hospodářství

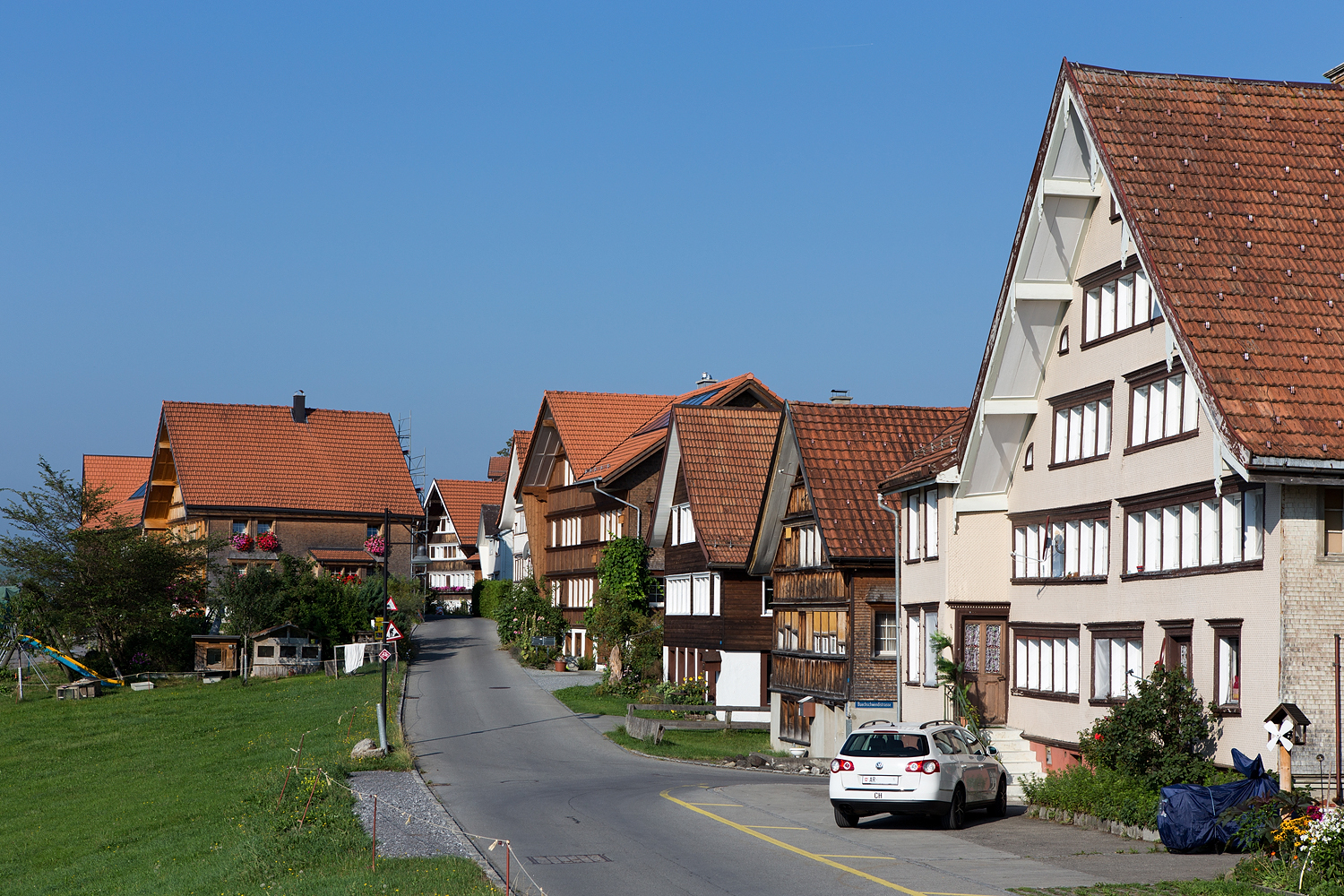
Saegholzstrasse

Hospodářský a demografický rozvoj Rehetobelu byl významně ovlivněn textilním průmyslem. Kolem roku 1400 začali lidé pěstovat len a zpracovávat plátno. Také v Rehetobelu si tím drobní zemědělci přivydělávali. Od poloviny 18. století přešli lidé od obchodu se lnem ke zpracování bavlny, a tak se i v protoindustriální době stal bavlnářský průmysl důležitým zdrojem příjmů. S přechodem na bavlnu se také změnila většina obchodních vztahů od rodin z Trogenu a Zellwegerů přes obchodníky ze Speicheru až po rodinu obchodníků s textilem Schläpferů, původem z Rehetobelu. Od roku 1770 existovala tiskárna látek a v Kastenlochu, který se nacházel na Goldachu a na rozcestí silnic do Trogenu a Speicheru, byla založena barvírna. Tento textilní rozkvět ve druhé polovině 18. století vedl k nárůstu počtu obyvatel.
Cestovní ruch hraje v Rehetobelu podřadnou roli: od roku 1904 zde působí turistický spolek, který propaguje Rehetobel jako klimatické lázně.

## Doprava
Nejstarší polní cestou byla kostelní cesta do Goldachu přes Kaien do Riemenu (obec Grub) a dolů k Bodamskému jezeru. Z Riemenu vedla silnice přes Martinsbrugg do St. Gallenu. Spojení přes Kastenloch do Trogenu je doloženo od roku 1661. Se silnicí do osady Kaien byl Rehetobel v roce 1865 napojen také na Mittellandstrasse (Trogen–Heiden) u Scheidwegu. Spojení z Rehetobelu přes Zweibruggen (Klusgonten) a Speicherschwendi do St. Gallenu existuje teprve od poloviny 19. století.
Rehetobel je na veřejnou dopravu napojen poštovní autobusovou linkou ze St. Gallenu do Heidenu.